# El desertor (Avatar)
El Desertor es el decimosexto episodio de la primera temporada de la serie animada de televisión Avatar: la leyenda de Aang.

## Sinopsis
Aang y sus amigos llegan a un festival de la Nación del Fuego, con el fin de que Aang pueda encontrar un Maestro Fuego que le pudiese enseñar, disfrazándose ya que hay carteles de "Se busca" de Aang (aunque adquieren en el festival mismo unas máscaras).
Al principio los tres gozan de las festividades (aunque ven un show de marionetas donde el Señor del Fuego Ozai es un "gran héroe", quemando a unos "malvados" soldados del Reino de la Tierra que trataron de atacarlo). Entonces ven una demostración de Fuego Control, donde hay una gran audiencia.
Desafortunadamente, el Maestro Fuego llama a Katara para su acto (aunque Aang quería ser elegido le toco a la persona que menos quería ser elegida Katara), haciéndola su doncella que pide ayuda (incluso la ata a una silla). El Maestro crea un dragón de fuego, y hace una demostración con Katara. Pero pronto parece perder el control del dragón y va directamente hacia Katara. Aang, temiendo de su seguridad, usa Aire Control para parar al dragón, pero resulta que había sido solo un acto. De pronto descubren que Aang es el Avatar, y los tres amigos escapan de los soldados de la Nación del Fuego. Afortunadamente, un hombre les ayuda a escapar, llamado Chey.
Mientras vuelan lejos en Appa, Chey explica que sirve a un Maestro de Fuego Control, llamado Jeong Jeong, que ha abandonado la Nación del Fuego. Dice que Jeong Jeong es el primero en dejar el ejército de la Nación del Fuego y que aún vive, y que él es el segundo (sin embargo, Chey admite que estar en segundo lugar no lo hace tan famoso). Chey guía al grupo al campamento de Jeong Jeong dentro del bosque, pero son interceptados por los seguidores de Jeong Jeong (Chey los saluda amigablemente, aunque los seguidores son absolutamente indiferentes). Entonces les invitan a acampar, y Aang trata de aprender Fuego Control con Jeong Jeong. Aang entra como sea a la carpa de Jeong Jeong y trata de persuadirlo para que le enseñe Fuego Control. Jeong Jeong le dice que no, que primero debe dominar el Agua y Tierra Control. En el momento, la ira Jeong Jeong hace que las velas que lo rodean se apaguen, justo cuando él llama débil a Aang, sumiéndolos en la oscuridad. Sin embargo, se enciende una vela y en el lugar de Aang se encuentra el Avatar Roku, que le dice que fue seleccionado para enseñar a Aang. Jeong Jeong acepta asustado, y cuando abre los ojos descubre que Aang está de vuelta.
Jeong Jeong comienza a enseñarle a Aang lentamente, comenzando con ejercicios de respiración, pero el joven Avatar desea aprender técnicas avanzadas de Fuego Control. Jeong Jeong se molesta con la falta de disciplina que presenta Aang, diciéndole a Aang vehemente, que sin control, el fuego causa nada más que destrucción innecesaria, usando como ejemplo a un exestudiante suyo, que demostraba impaciencia y falta de disciplina como Aang. Aang se disculpa y dice que va a aprender a la manera que Jeong Jeong le enseñe. Jeong Jeong entonces dice que trabajarán con fuego (lo cual emociona mucho a Aang). Aunque se desentusiasma rápido cuando Jeong Jeong le asigna la tarea de evitar que una hoja, que Jeong Jeong comenzó a quemar desde el medio, sea quemada completamente. Jeong Jeong se va a atender otras cosas, y Aang, aún sintiéndose restringido, lleva sus ejercicios al siguiente paso y crea fuego. Aang juega con esto un momento (aunque Katara insiste que sea cuidadoso), hasta que quema las manos de Katara, tratando de imitar un movimiento del Maestro del festival. Katara corre llorando, y Aang provoca furia en Sokka. Jeong Jeong vuelve, y sigue a Katara.
Katara intenta refrescarse las manos quemadas en el río, y se cura de una manera milagrosa. Jeong Jeong dice a Katara que tiene poderes curativos. Jeong Jeong entonces confiesa su deseo de ser un Maestro Agua, por su capacidad de curar, ya que el fuego solo trae destrucción. A esto interrumpe el Almirante Zhao (quién se revela de ser el exestudiante de Jeong Jeong) y sus hombres, quienes han localizado el campamento, y pelean contra Jeong Jeong (aunque las tentativas de este son poco entusiasta).
Aang, escondido lejos en la tienda de Jeong Jeong tratando de reflexionar de su gran error, es impulsado por Katara para ayudar a Jeong Jeong. Aunque Aang se siente terriblemente culpable, la revelación de Katara de su curación restaura el espíritu de lucha de Aang. Con una demostración ardiente, Jeong Jeong y sus hombres escapan, mientras que Aang enfrenta a Zhao. Recordando la lección de Jeong Jeong, Aang provoca a Zhao, haciendo que destruya sus propias naves. Zhao solo puede mirar como sus naves se queman y hunden en el río mientras que Aang escapa.
Con Jeong Jeong ido, los tres recobran su viaje saliendo del bosque. Con una dura lección del poder del Fuego Control en sus mentes.